# Ернст Мейман
Е́рнст Фрі́дріх Вільге́льм Ме́йманн (нім. Ernst Friedrich Wilhelm Meumann; нар. 29 серпня 1862, Урдінген — пом. 26 квітня 1915, Гамбург) — німецький педагог і психолог, один із засновників експериментальної педагогіки.

## Діяльність
У психології Мейманн одним із перших звернувся до вивчення психологічних особливостей розвитку дитину. Він досліджував естетичні уявлення дітей, розвиток їхньої пам'яті, закономірності швидкого і міцного запам'ятовування, синтезував досягнення психологів з проблемами розвитку здібностей дітей.
У педагогіці Мейманн одним з перших висунув принцип саморозвитку дитини, обґрунтував значення активності дитини у навчальному процесі.

## Вибрані праці
- «Нариси експериментальної педагогіки»;
- «Економіка і техніка пам'яті»;
- «Лекції зі вступу до експериментальної педагогіки» (3 томи).